# María Mercedes
María Mercedes (no Brasil, Maria Mercedes) é uma telenovela mexicana produzida pela Televisa e exibida pelo Canal de las Estrellas de 14 de setembro de 1992 a 8 de janeiro de 1993, substituindo De frente al sol e antecedendo Capricho, em 82 capítulos de aproximadamente 45 minutos. Esta foi a primeira novela do projeto Trilogia das Marias, que conta também com as telenovelas Marimar e Maria do Bairro, todas estreladas pela cantora e atriz mexicana Thalía.
É um remake da  telenovela Rina, que, por sua vez, foi baseada na história original da radionovela Enamorada, de Inés Rodena. Maria Mercedes é a versão mais distinta das outras, por ter um enredo totalmente diferente da radionovela.
A trama foi protagonizada por Thalía e Arturo Peniche, com atuações estrelares de Karla Álvarez, Carmen Amezcua, Meche Barba, Fernando Colunga, Carmen Salinas e Gabriela Goldsmith, com participação especial de Fernando Ciangherotti e antagonizada por Laura Zapata, Nicky Mondellini, Diana Golden e Roberto Ballesteros.

## Antecedentes
María Mercedes é a primeira telenovela da Trilogía de las Marías, a qual foi iniciada em 1992 e sequenciada por Marimar, de 1994 e María la del Barrio, de 1995. Estas telenovelas têm, em comum, o fato de terem sido protagonizadas pela cantora e atriz mexicana Ariadna Thalía Sodi Miranda, mais conhecida como Thalía, onde ela sempre interpreta uma moça muito pobre e ignorante que se torna rica e fina, de nome Maria. Outros pontos em comum são o fato de serem baseadas em produções venezuelanas das décadas de 1970 e 1980 escritas pela cubana Inés Rodena (1905-1985), que baseou-se em radionovelas anteriormente escritas por ela, e de contarem com a produção de Beatriz Sheridan e de Valentín Pimstein.
A trama é original de Inés Rodena, e inspirada na telenovela Rina. A atriz protagonista, inicialmente, seria Verónica Castro, famosa na época pelos clássicos Los ricos también lloran e Rosa salvaje. Lucero também foi cogitada. No fim, quem acabou ganhando foi Thalía. Muitos diretores da Televisa se puseram contra pelo fato de ela ter vindo do enorme fracasso Luz y sombra.. Na verdade, foi um pedido de Thalía que o papel da vilã fosse feito pela sua irmã. No primeiro capítulo da novela, a loja (SARES) aparece como loja onde Rosário roubou um aparelho eletrônico. A mesma loja era usada na novela La pícara soñadora e o mais curioso é que a trama foi produzida um ano antes de Maria Mercedes.

## Enredo
Santiago del Olmo (Fernando Ciangherotti), primo de Jorge Luís (Arturo Peniche), está muito doente e sabe que está morrendo. Uma manhã, quando está no jardim, vê Maria Mercedes (Thalía) vendendo bilhetes de loteria na rua. Ele surge com a ideia de se casar com ela só para perturbar sua ambiciosa tia Malvina (Laura Zapata) após a sua morte, como uma vingança pessoal. Ele ganha sua confiança e amizade e a propõe casamento. Esta, depois de hesitar, aceita. Maria necessitava de dinheiro, pois sustentava todos de sua família, de seus irmãos até seu pai, um alcoólatra. Para sustentá-los, vendia de bilhetes de loteria a flores, além de performar como palhaça na rua para conseguir mais dinheiro.
Quando Santiago morre, Maria torna-se a herdeira de toda sua fortuna, fazendo a ira de Malvina arder mais forte. Segundo a vontade de seu sobrinho falecido, Malvina, seu filho Jorge Luís e sua filha Digna devem viver ali, embora eles não herdem nada. Jorge Luís é um homem melancólico e soturno desde o assassinato de sua noiva, no dia de seu casamento. A jovem Digna (Carmen Amezcua) é uma mulher reprimida e muito religiosa que tem medo de quase tudo, especialmente da mãe.
Depois que Maria se muda para o seu novo lar, ela se apaixona pelo filho de Malvina, que é fraco contra a vontade de sua mãe e sempre faz o que ela quer. Malvina torna a missão da sua vida perturbar Maria Mercedes. Quando ela descobre que Maria ama seu filho, ela o obriga a casar com Maria, a fim de obter o dinheiro de volta. Ela tem planos de que, após algumas semanas, ele poderia fazê-la dar-lhe todo o controle sobre a fortuna e que depois iria se divorciar.
Em um casamento civil, Jorge Luis e Maria se casam, mas eles não partilham um quarto nem vivem como um casal tradicional. Com o tempo, Jorge Luis começa a desenvolver um verdadeiro e profundo amor por Maria. Por outro lado, Maria tem uma outra inimiga, Miriam (Nicky Mondellini) uma mulher egoísta (que sempre usou o mesmo vestido durante todo o período da novela). Foi namorada de Jorge Luis, mas depois o deixou inconsolável para casar com um homem rico, Sebastian Ordoñez (Luis Gimeno). Miriam percebe que ainda ama Jorge Luis e fica furiosa ao saber que ele é casado e sente amor por Maria. Ela promete-lhe que irá obter Jorge Luis de volta e começa a ajudar Malvina a se livrar da "bilheteira" (apelido dado por Malvina a Maria).
Maria conhece Magnólia (Gabriela Goldsmith), uma bonita, rica e sofisticada mulher que é sua verdadeira mãe. Magnólia já é casada e tem outro filho, mas ela lamenta profundamente ter deixado seus filhos. Ela ganha a confiança da Maria e começa a ajudar suas filhas e filhos, especialmente Guilherme que está na prisão, e é o único que a reconhece. Sua verdadeira identidade permanece um segredo para Maria e os outros filhos, Rosário (Karla Álvarez) e André, e todas as coisas que ela faz para eles tem que ser escondido do seu novo marido, Rodolfo (Jaime Moreno), um arquiteto que é chefe de Rosário e também é um amigo da família de Jorge.
Magnólia ensina, a Maria, boas maneiras e formas de seduzir o marido. Após isso, em festa na casa dos Del Olmo, onde uma parte da alta classe está presente, Sebastian tenta seduzir Maria, mas Jorge Luis, movido pelo ciúme e pela visão da bela e bem-vestida Maria, finalmente começa a se render aos seus encantos e eles dormem juntos. Logo Maria descobre que está grávida.
Ela e Jorge Luis partem em uma viagem de férias que se torna terrível por causa da intervenção de Malvina e Miriam, que pagam para um salva-vidas local para seduzir Maria. Jorge Luis acredita na mentira e pede o divórcio para Maria, logo que chegam de volta à Cidade do México.
No entanto, Malvina tem outros planos. Ela tenta conduzir Maria para um sanatório com a ajuda de Aurélio (Roberto Ballesteros), o mordomo. Maria consegue fugir e se esconde da polícia na casa da Dona Filó, uma boa amiga dela nos anos de pobreza, até Jorge Luis pedir à polícia para não procurar mais.
Com Cordélio como seu aliado, Malvina tenta matar Maria, mas todos falham. Malvina percebe a influência de Magnólia e começa a perguntar se ela poderia ser a mãe de Maria. Ela diz isto para o seu novo marido, Rodolfo que por sua vez vai para a antiga casa de Maria, onde Rosário e André ainda vivem e pede para ver uma foto de sua mãe. Ele reconhece sua esposa de uma só vez e depois vai questioná-la, tendo uma discussão com ela. Magnólia, no entanto, diz que sobreviveu por ajudar uma francesa que, uma vez, reconhecendo o seu talento, a incentivou a realizar suas ambições. A partir de então, ela escolheu a sua carreira, abdicando de sua família.
Longe de Maria, Jorge Luis percebe que seu sentimento por ela se tornou tão forte que ele não pode mais viver sem ela. Ele pede perdão, e ela retorna à casa, onde passam a viver como um verdadeiro casal.
Nove meses depois, Maria dá, à luz, gêmeas, uma das quais morre alguns dias depois. Jorge Luis põe um fim às intenções da Miriam após tentativas de prendê-lo com uma falsa gravidez (a criança era realmente de seu marido Sebastian). Quando ele descobre que sua mãe ainda odeia Maria, ele decide que é hora de deixar a mãe e seguir a sua família com Maria. Trabalha pela primeira vez, contra o desejo da sua mãe. Malvina ao pereber que perdeu Jorge Luis ela fica louca e se veste como Maria na sua pobreza e corre para a rua onde Maria começou vendia bilhetes de loteria e começa a limpar para-brisas de carros. É capturada e colocada em um sanatório, onde passa a vender bilhetes como Maria.
Magnólia diz a verdade a seus filhos. Maria é a primeira chocada com esta revelação, mas esquece seu ressentimento e aceita sua mãe com amor. Rosário fica, no entanto, desgostosa e cheia de rancor, uma situação que permanece também com o seu antigo patrão Rodolfo, mas ele concorda em aceitá-los com o tempo. Com isso, as irmãs podem fazer a pazes, e Rosário finalmente aceita os gracejos de Ricardo (Rafael del Villar), um jovem amigo de Jorge Luis, sem qualquer intervenção de Maria.
No fim, Maria e Jorge Luis têm uma cerimônia de casamento na Basílica de Guadalupe com todos os seus amigos e parentes. A novela termina com um romântico beijo.

## Elenco

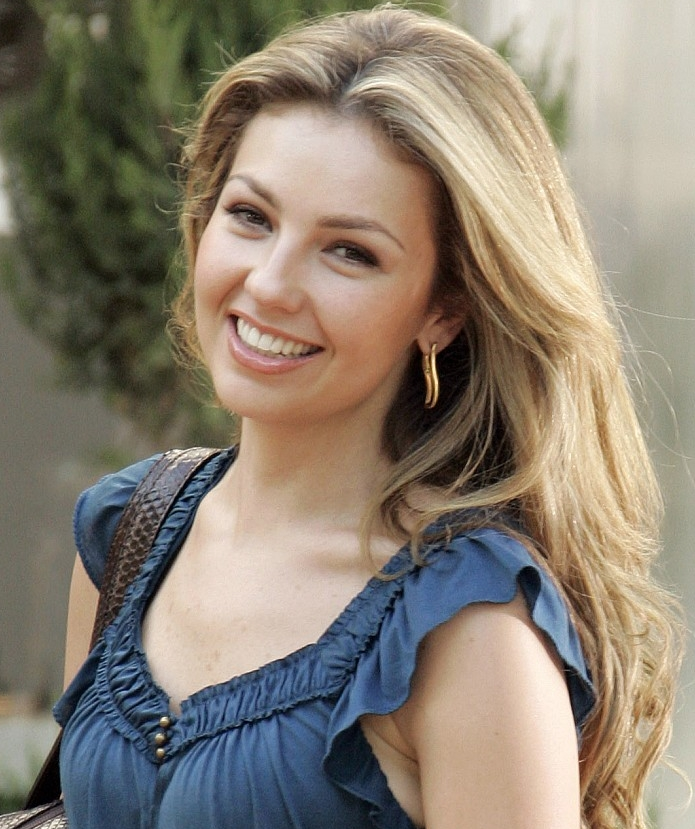
Além do papel-título, a atriz e cantora mexicana Thalía também interpreta o tema musical de María Mercedes.

| Intérprete            | Personagem                                |
| --------------------- | ----------------------------------------- |
| Thalía                | María Mercedes Muñiz González de Del Olmo |
| Arturo Peniche        | Jorge Luis del Olmo Morantes              |
| Laura Zapata          | Malvina Morantes de del Olmo              |
| Nicky Mondellini      | Miriam Casagrande Ordoñez                 |
| Fernando Ciangherotti | Santiago del Olmo                         |
| Gabriela Goldsmith    | Maria Magnólia González de Mancilla       |
| Carmen Amezcua        | Digna del Olmo Morantes                   |
| Roberto Ballesteros   | Aurélio Cordélio Manso                    |
| Karla Álvarez         | Rosário Muñiz González                    |
| Alfredo Gutiérrez     | André Muñiz González                      |
| Luis Uribe            | Manuel Muñiz González                     |
| Carmen Salinas        | Filomena                                  |
| Evangelina Sosa       | Cândida                                   |
| Meche Barba           | Noninha                                   |
| Arturo García Tenorio | Otásilio "Tata"                           |
| Fernando Colunga      | Chico "Tito"                              |
| Rosa Carmina          | Rosa                                      |
| Rebeca Manríquez      | Guta                                      |
| Roberto Guzmán        | Caroço                                    |
| Raúl Padilla          | Argemiro "Bafo"                           |
| Rossana San Juan      | Sofia                                     |
| Cuco Sánchez          | Genaro                                    |
| Enrique Marine        | Guilherme Muñiz González                  |
| Diana Golden          | Fabiola Mayerling San Roman               |
| Vanessa Angers        | Berenice                                  |
| Jaime Moreno          | Rodolfo Mancilla                          |
| Luis Gimeno           | Estevão Ordoñez                           |
| Aurora Molina         | Natália                                   |
| Virginia Gutiérrez    | Branca                                    |
| Jaime Lozano          | Doutor Diaz                               |
| Héctor del Puerto     | Funcionário                               |
| Héctor Gómez          | Chaplin                                   |
| Julio Urrueta         | Napoleon                                  |
| Silvia Caos           | Alma                                      |
| Carlos Rotzinger      | Omar                                      |
| Manuel D'Flan         | Lazaro                                    |
| Irma Torres           | Thaís                                     |
| Silvia Campos         | Diana San Román                           |
| Carlos Corres         | Amateo                                    |
| Marcela Figueroa      | Sara                                      |
| Alberto Inzúa         | Mario Portales                            |
| Lucero Lander         | Karen                                     |
| Arturo Lorca          | Gabriel                                   |
| Irlanda Mora          | Patrícia "Pati" Casagrande                |
| Erika Olivo           | Aracely                                   |
| Marco Uriel           | Adolfo                                    |
| Xavier Ximénez        | Hernán                                    |
| Rafael del Villar     | Ricardo Macilla                           |
| Victor Vera           | Juiz de Registro Civil                    |
| Paquita la del Barrio | Paquita                                   |
| Ari Telch             | Carlos Urbina                             |
| Elia Domenzain        | Diretora do Colégio                       |
| Jeanette Candiani     | Gloria                                    |
| Patricia Navidad      | Iris                                      |
| Ricardo Vera          | Dr. González                              |
| David Ostrosky        | Doutor Muñiz González                     |

## Exibição

### No México
A trama era exibida de segunda a sexta às 21:00.
Foi reprisada pelo seu canal original entre 12 de maio a 6 de junho de 1997 e sendo substituída por Quinceañera.
Foi reprisada pela segunda vez pelo mesmo canal entre 05 de maio a 01 de agosto de 2008 substituindo Niña... amada mía e sendo substituída por María la del Barrio.
Foi reprisada pelo TLNovelas entre 12 de março e 6 de julho de 2012, substituindo Rosa salvaje e sendo substituída por Colorina.
Foi reprisada pela terceira vez pelo seu canal original entre 02 de outubro de 2012 e 04 de janeiro de 2013, ao meio-dia, substituindo María la del Barrio e sendo substituída por Al diablo con los guapos.

### No Brasil
Foi exibida pelo SBT entre 12 de agosto e 20 de novembro de 1996 em 87 capítulos, sendo exibida de segunda à sábado no horário das 20:00 horas, substituindo Antônio Alves, Taxista e sendo substituída por Marimar.
Foi reprisada pela primeira vez entre 09 de setembro e 06 de dezembro de 1997 , em 77 capítulos substituindo Os Ossos do Barão e sendo substituída por Maria do Bairro às 20h45.
Foi reprisada pela segunda vez entre 23 de julho a 11 de dezembro de 2012, em 98 capítulos, substituindo Maria do Bairro e sendo substituída por A Usurpadora.

## Audiência

### No México
Em sua exibição original, a trama alcançou uma média de 57.7 pontos, considerada um mega fenômeno.

### No Brasil
Em sua primeira exibição, a audiência da trama superava o Ibope das tramas nacionais da emissora. Conseguiu terminar com uma média excelente de 16 pontos.
Durante a reprise de María Mercedes, em 2012, sua estreia no dia 23 de julho garantiu o segundo lugar para a emissora com 7 pontos, enquanto a primeira colocada ficou com 9 e a terceira com 3. Com o decorrer dos capítulos, sua audiência tornou-se inferior à de sua antecessora, María la del Barrio, que chegou a alcançar 9 pontos. Sua audiência agora oscilava entre 3 e 6 pontos, consideravelmente baixo para o horário. Em sua reta final, conseguiu empatar com a primeira colocada durante alguns minutos. Na média geral, obteve 5 pontos, contra 7 de Maria do Bairro.

## Adaptações
Maria Mercedes está baseada na radionovela Enamorada escrita por Inés Rodena, outras versões que foram produzidas com base nesta radionovela foram:
- Telenovela La italianita, produzida pela RCTV (Venezuela) em 1973, dirigida por Juan Lamata e protagonizada por Marina Baura e Elio Rubens.
- Telenovela Rina, produzida pela Televisa (México) em 1977 por Valentín Pimstein e protagonizada por Ofelia Medina e Enrique Álvarez Félix.
- Telenovela Rubí rebelde produzida pela RCTV (Venezuela) em 1989, dirigido por Renato Gutiérrez e protagonizada por Mariela Alcalá e Jaime Araque. Esta telenovela foi uma mistura desta história e La gata.
- Telenovela Inocente de ti, produzida pela Televisa (México) e Fonovideo (Estados Unidos) em 2004 por Nathalie Lartilleux e protagonizada por Camila Sodi e Valentino Lanus.
- Telenovela Maria Esperança, produzida pelo SBT (Brasil) em 2007 e protagonizada por Bárbara Paz e Ricardo Ramory.
- Telenovela María Mercedes, produzida pela ABS-CBN nas Filipinas, dirigida por Chito S. Roño em 2013 e protagonizada por Jessy Mendiola e Jake Cuenca.

## Exibição internacional
| País      | Emissora(s)                                                                  | Título local   |
| --------- | ---------------------------------------------------------------------------- | -------------- |
| Argentina | Telefe Canal 9 Magazine Azul Televisión Jetix                                |                |
| Brasil    | SBT                                                                          | Maria Mercedes |
| Chile     | MEGA TV La Red                                                               |                |
| Colômbia  | Canal Uno Canal A Inravisión Colombiana de Televisión Jorge Barón Televisión |                |
| Equador   | Gama TV TC Televisión                                                        |                |
| Eslovênia | Kanal A                                                                      |                |
| Filipinas | ABS-CBN TV5                                                                  | María Mercedes |
| Nicarágua | Televicentro TVRED                                                           |                |
| Paraguai  | Canal 13                                                                     |                |
| Peru      | América Televisión                                                           |                |
| Portugal  | RTP1                                                                         | Maria Mercedes |
| Venezuela | Venevisión                                                                   |                |

## Trilha sonora
A trilha sonora de María Mercedes é composta apenas pela canção de abertura incluída no álbum Love, que é cantado por Thalía.
| CD             |                  |                |                |         |  |
| N.º            | Título           | Música         | Personagem(ns) | Duração |  |
| 1.             | "María Mercedes" | Thalía         | Abertura       | 2:48    |  |
| Duração total: | Duração total:   | Duração total: | Duração total: | 2:48    |  |

## Prêmios e indicações

### Prêmios TVyNovelas 1993
O Prêmio TVyNovelas é uma laureação anual realizada pela Televisa e pela revista TVyNovelas como reconhecimento às melhores produções da televisão mexicana, em especial telenovelas.
| Categoria                                          | Indicação          | Resultado |
| -------------------------------------------------- | ------------------ | --------- |
| Melhor telenovela (Mejor telenovela)               | Valentín Pimstein  | Indicado  |
| Melhor ator protagonista (Mejor actor protagónico) | Arturo Peniche     | Venceu    |
| Melhor atriz antagônica (Mejor actriz antagónica)  | Laura Zapata       | Venceu    |
| Melhor ator principal (Mejor primera actor)        | Luis Gimeno        | Indicado  |
| Melhor atriz coadjuvante (Mejor actriz de reparto) | Gabriela Goldsmith | Indicada  |
| Melhor atriz coadjuvante (Mejor actriz de reparto) | Carmen Salinas     | Venceu    |
| Melhor ator coadjuvante (Mejor actor de reparto)   | Raúl Padilla       | Venceu    |
| Melhor atriz juvenil (Mejor actriz juvenil)        | Thalía             | Venceu    |